# Renaud V de Carteret
Renaud V de Carteret, (né en 1288 ou 1316), fils de  Philippe IV de Carteret et petit-fils de Renaud IV, chevalier et seigneur de Carteret en Normandie et de Saint-Ouen à Jersey, est un membre de la puissante famille Carteret de la noblesse normande. Renaud V de Carteret devint seigneur de Saint-Ouen après la mort de son père en 1327. 

## Biographie

### La défense de Jersey
Le roi Édouard III d'Angleterre, Petit-fils de Philippe le Bel, est pourtant évincé de la succession de France en 1328. Ceci se fonde sur un choix fait lors de la succession de Louis X de France en 1316. Dénonçant ce fait, il part en campagne militaire pour posséder la Couronne de France, entraînant dans cette quête une nouvelle guerre franco-anglaise. Renaud V se voit impliquer dans un nouveau conflit. Il défendit Jersey des attaques françaises, de l'amiral français Nicolas Béhuchet au côté du gardien de l'île de Jersey, Drouet de Barentin qui fut tué au château de Mont-Orgueil et auquel Renaud V succéda comme gardien de l'île de Jersey. Il réussit à sauvegarder l'île de Jersey des forces françaises, contrairement à sa voisine, l'île de Guernesey qui fut conquise et occupée par les troupes françaises pendant trois années.

### La défense de Guernesey
En 1356, Renaud V prend le commandement d'une flotte anglo-jersiaise pour reconquérir Guernesey. Cette reconquête fut laborieuse et entraîna la mort d'un certain nombre de notables jersiais. L'exécution d'un Guernesiais, Guillaume le Feyvre, pour trahison, par les Jersiais, entraîna une querelle inter-insulaire entre les deux îles anglo-normandes. Lors de ce conflit, Renaud V fut fait prisonnier par les Guernesiais. Il fut emprisonné au château Cornet jusqu'au pardon royal qui lui permit de retrouver la liberté et les siens.

### La succession
Son fils, Renaud VI (né en 1338), perd de nouveau les seigneuries normandes. Il s'ensuit une forte résistance des îles Anglo-Normandes aux invasions françaises durant la Guerre de Cent Ans, Renaud VI  fut, en 1374, le défenseur du château de Mont-Orgueil contre Bertrand Du Guesclin connétable de France.